# Antrodiaetus hadros
Antrodiaetus hadros – gatunek pająka z rodziny Antrodiaetidae.
Gatunek ten został opisany w 1968 roku przez Fredericka Coyle'a jako Atypoides hadros. Holotyp odłowiono w Ferne Clyffe State Park w Illinois.
Karapaks dość szeroki, jego część głowowa u samca umiarkowanie, a u samicy bardzo silnie wyniesiona. Rowki części tułowiowej rozszerzają się z tyłu i mają swój środek w ⅔ odległości między przednią a tylną krawędzią karapaksu. Szczecinki na karapaksie znajdują się tylko przy krawędziach i w pobliżu oczu. Część głowowa u samca brązowa lub jasnobrązowa a tułowiowa jasnożółta do słomkowej. U samicy część głowowa jasnobrązowa a tułowiowa nieco jaśniejsza. Szczękoczułki samca rudobrązowe lub ciemniejsze, samicy zaś brązowe. Długość sternum równa jego szerokości lub, u samców, nieco tylko większa, a jego barwa taka jak części tułowiowej. Opistosoma bardzo jasna, szarawożółta z ciemniejszymi tergitami. U samca tergity są dwa, a za drugim zwykle obecna jeszcze para zesklerotyzowanych łatek. Samica ma tylko jeden tergit. Przednie odnóża samca pomarańczowe do jaskrawo pomarańczowobrązowych, pozostałe matowe i barwy jak część tułowiowa karapaksu. U samicy wszystkie odnóża zbliżone barwą do części tułowiowej karapaksu. Samica ma poniżej 13 sztyletowatych makroszczecinek na nadstopiu odnóży I pary i poniżej 7 na każdym szczękoczułku. Samiec ma na goleniach odnóży pierwszej pary wyraźne makroszczecinki zgrupowane w boczno-tylnej części powierzchni spodniej i na przednio-bocznej powierzchni proksymalnego końca.
Pająk endemiczny dla wschodnich Stanów Zjednoczonych.